# Карма Тенкьон
Карма Тенкьон (тиб. ཀརྨ་བསྟན་སྐྱོང་དབང་པོ་་; 1606–1642) — г'ялпо (володар) Тибету в 1620—1642 роках. Відомий також як Карма Тенкьон Ванпо або Тенкьонг Вангпо.

## Життєпис
Син г'ялпо Карма Пунцок Намг'ял. Народився 1606 року. Оголошений втіленням Чакна Дордже (бодхісаттви Ваджрапані). З дитинства вивчав релігійні тексти, здобував військову й цивільну освіту. 1620 року після смерті батька успадкував владу. Оскільки він був досить молодим, урядом керували нанглон Дроньєр Бонгон і хілон Ганзукпа.
1621 року об'єднане військо кукунорських монголів на чолі з Лхацуном і Бошоґту-хунтайджі, туметським ханом, увійшло до регіону регіон Уй на підтримку секти Гелуг. Війська Карми Тенкьона в битві під Г'ятханґанґом зазнали тяжкої поразки. Зрештою Карма Тенкьон, його опікуни та рештки військ опинилися в облозі в фортеці Чакпорі біля Лхаси. Лише за посередництва Панчен-лами IV монголи зняли облогу. Натомість було знято обмеження для Гелуг та повернути секті колишні монастирі. Карма Тенкьон наказав відремонтувати храми у Лхасі без огляду на приналежність, де через спустошення монголів релігійна служба припинилася на 2 роки.
Ймовірно 1623 року перебрав повноту влади. Крім того, г'ялпо видав новий кодекс законів. У 1628 році в резиденції Шигацзе прийняв португальських єзуїтів Естебана Качеллу і Жоао Кабрала, який надали першу європейську оповідь для управління та побут тибетських володарів.
1631 року виступив проти Далай-лами V, якого змусив залишити Недонг, резиденцію роду Пагмодрупа. Водночас уклав союз із чахарським ханом Лігденом, прихильником молодшої лінії Карма Каг'ю — шамарпа (червонокапелюшників). Останній 1633 року завдав поразки монголам біля Кукунору. Смерть того в 1634 році не погіршило ситуацію, оскільки йому на зміну прийшов Цогту-тайджі, прихильник Карма Каг'ю (чорнокапелюшників). За домовленістю з Карма Тенкьоном той відправив військо на чолі з сином Арсаланом, щоб в Уї остаточно знищити секту Гелуг. Проте на шляху його перестрів хошутський нойон Тюрю-Баірлху, що відмовив Арсалана виконувати наказ батька. Натомість Арсалан напав на Карма Тенкьона в Цангу, сплюндрувавши околиці Шигацзе і захопивши землі Г'янцзе. Але зрештою його вдалося зупинити. По поверненню Арслана було вбито на наказам Цогту-тайджі.
Водночас, продовжуючи політику попередника, намагався підкорити Бутан. Для цього підтримав підсекти школи Ньїнґма, які виступили проти реформ Нгванг Намґ'яла з секти Друкпа Каг'ю. Зрештою 1634 року тибетські війська в союзі з ньїнґмськими загонами зустрілися у битві біля Сімтокхі з військом Нгванг Намґ'яла, де зазнали поразки. 1638 року Карма Тенкьон спільно з Абунаєм, нойоном чахарських монголів, виступив проти Сенґе Намг'яла, г'ялпо Ладакху і союзника Нгванг Намґ'яла, який захопив державу Гуге в Західному Тибеті. Похід не мав успіху. 1639 року Карма Тенкьон визнав незалежність Бутану.
У розпал цих подій хошути на чолі з Тюрю-Баірлху завдали поразки Цогту-тайджі, захопивши область біля Кукунору. Це погіршило ситуацію для Карма Тенкьона. В результаті було втрачено регіон Уй з містом Лхаса. У відповідь 1638 року він уклав союз з Донйо Дордже, тусі (князем) Бері в Кхамі. Втім лист останнього, що розкривав план спільних дій проти секти Гелуг і хошутів, перехопив Тюрю-Баірлху. В результаті в кампанії 1639—1640 років хошути підкорити Бері, а потім увесь Кхам.
Зацим за таємної підтримки впливового сановника Сонам Раптена хошутський хан виступив проти Карма Тенкьона. Натомість останній наказав арештувати Панчен-ламу IV, що перебував у монастирі Ташілхунпо в Цангу. Незважаючи на спроби зупинити супротивника хошути прорвалися через кордони, підступивши до столиці Шигацзе. Після тривалої облоги 1642 року фортеця впала. Карма Тенкьон втратив усі володіння, а більшість Тибету було об'єднано. Того ж року в помсту за повстання прихильників Карма Каг'ю Тюрю-Баірлху, що на той час отримав титул Гюші-хан, наказав стратити колишнього володаря.